# کیکوکو اینوئه
کیکوکو اینو (انگلیسی: Kikuko Inoue; ۲۵ سپتامبر ۱۹۶۴) صداپیشه، خواننده، و راوی (روایت) اهل ژاپن بود.